# لوکاس آرنلد کر
 لوکاس آرنلد کر (انگلیسی: Lucas Arnold Ker؛ زاده ۱۲ اکتبر ۱۹۷۴) یک تنیس‌باز اهل آرژانتین است.